# Jelena Svilar
Jelena Svilar (Zagreb, 1974.) hrvatska je kazališna, televizijska i filmska autorica, kulturna kritičarka, novinarka i književna prevoditeljica. 

## Životopis
Diplomirala je komparativnu književnost i opću lingvistiku na Filozofskom fakultetu u Zagrebu. Kao novinarka surađuje s brojnim nezavisnim internet portalima, HRT-om, a na Radio Studentu radi kao suvoditeljica i glazbena urednica emisije Ravno Do Sna.
Kao scenaristica surađivala je na brojnim televizijskim serijama i telenovelama, a značajnija autorska ostvarenja su serija Ponos Ratkajevih (2007. – 2008.) i Dome, slatki dome (2010.). Napisala je i scenarij za kratki film Easter Eggs (2012.) koji se te godine našao u konkurenciji za najbolji kratki film na Tribeca Film Festivalu, te u istoj kategoriji pobijedio na Mexico Film Festivalu 2013. godine.
Koautorstvo najčešće potpisuje s kazališnom redateljicom Moranom Foretić, s kojom je osim navedenih serija napisala i dramski tekst za Dream of Life, predstavu o Patti Smith koju je 2014. režirao Ivica Buljan za kazalište Hotel Bulić.
Piše i povremeno objavljuje prozu i poeziju.

## Vanjske poveznice
- Kritike Jelene Svilar